# The Correspondents
The Correspondents byla britská hudební skupina hrající electro swing tvořena dvěma členy – Mr. Bruce a DJ Chucks. Pochází z Londýna a hráli od roku 2007. Dva roky po sobě byli zařazeni britským deníkem The Telegraph mezi „10 zlatých hřebů“ festivalu Glastonbury.
V roce 2020 oznámil Mr. Bruce na Facebookovém profilu skupily, že DJ Chucks nečekaně zemřel na plicní embolii.
Mr. Bruce se nyní na plno věnuje své sólo kariéře.

## Diskografie

### Alba
- Puppet Loosely Strung – 2014
- Foolishman-2017

### EP
- Rogue – 2008
- What's Happened To Soho – 2011